# Abdul Fatah Younis

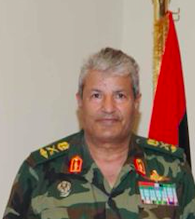

Abdul Fatah Younis (1944 – 28 juli 2011) was een militaire officier in Libië. 
Hij was generaal en minister van Binnenlandse Zaken tijdens het Qadhafi-regime, en gold als tweede man van het land. Op 22 februari 2011 trad hij tijdens de protesten van 2011 af en liep over naar de rebellenbeweging. Bij zijn aftreden riep hij het leger op om "het volk bij te staan en te reageren op hun behoeften".
Staatsmedia gaven aan dat Younis ontvoerd was, maar door gebrek aan internationale waarneming is het niet mogelijk om dit te bevestigen. Younis werd opperbevelhebber van de opstandelingen. Op 28 juli 2011 werd hij gearresteerd. Hij zou in Benghazi worden ondervraagd, mogelijk over de contacten die zijn familieleden zouden onderhouden met het Qadhafi-regime, maar werd onderweg van Brega naar Benghazi doodgeschoten.